# Aseza Hele
Pas d'image ? Cliquez ici

a Compétitions nationales et continentales officielles uniquement.

b Matchs officiels uniquement.
Aseza Hele, née le 26 novembre 1994, est une joueuse internationale sud-africaine de rugby à XV et internationale de rugby à sept évoluant au poste de troisième ligne centre. Elle joue avec les Boland Dames.

## Biographie
Aseza Hele naît le 26 novembre 1994. Orpheline, elle et sa sœur sont élevées par sa grand-mère dans le township de Kwadwesi, à Port Elizabeth. Elle pratique d'abord le netball à relativement haut niveau, étant sélectionnée avec la Eastern Province. Mais par malchance, ses horaires de travail l'empêchent d'aller aux séances d'entrainement et elle se retrouve inactive sur le plan sportif. Elle débute le rugby à XV par hasard : un matin, elle fait son footing autour d'un terrain où des femmes s'entrainent. L'entraineur l'interpelle pour qu'elle se joigne à la séance et elle accepte.
En 2022, elle joue pour la province du Boland. Elle ne compte que cinq sélections en équipe d'Afrique du Sud quand elle est retenue en septembre pour disputer la Coupe du monde en Nouvelle-Zélande.
En juillet 2023, elle s'engage avec les Harlequins, dans la ligue professionnelle anglaise. Elle est ensuite sélectionnée pour disputer la première édition du WXV 2, en Afrique du Sud. Elle prend un carton rouge contre l'Italie, lui faisant manquer la dernière rencontre contre les Samoa. Au terme de la saison, elle rentre en Afrique du Sud. Au mois de septembre, elle est sélectionnée pour jouer le WXV.
En 2025, elle dispute le championnat sud-africain avec la province du Boland dont elle est capitaine.